# Stefanie Scott

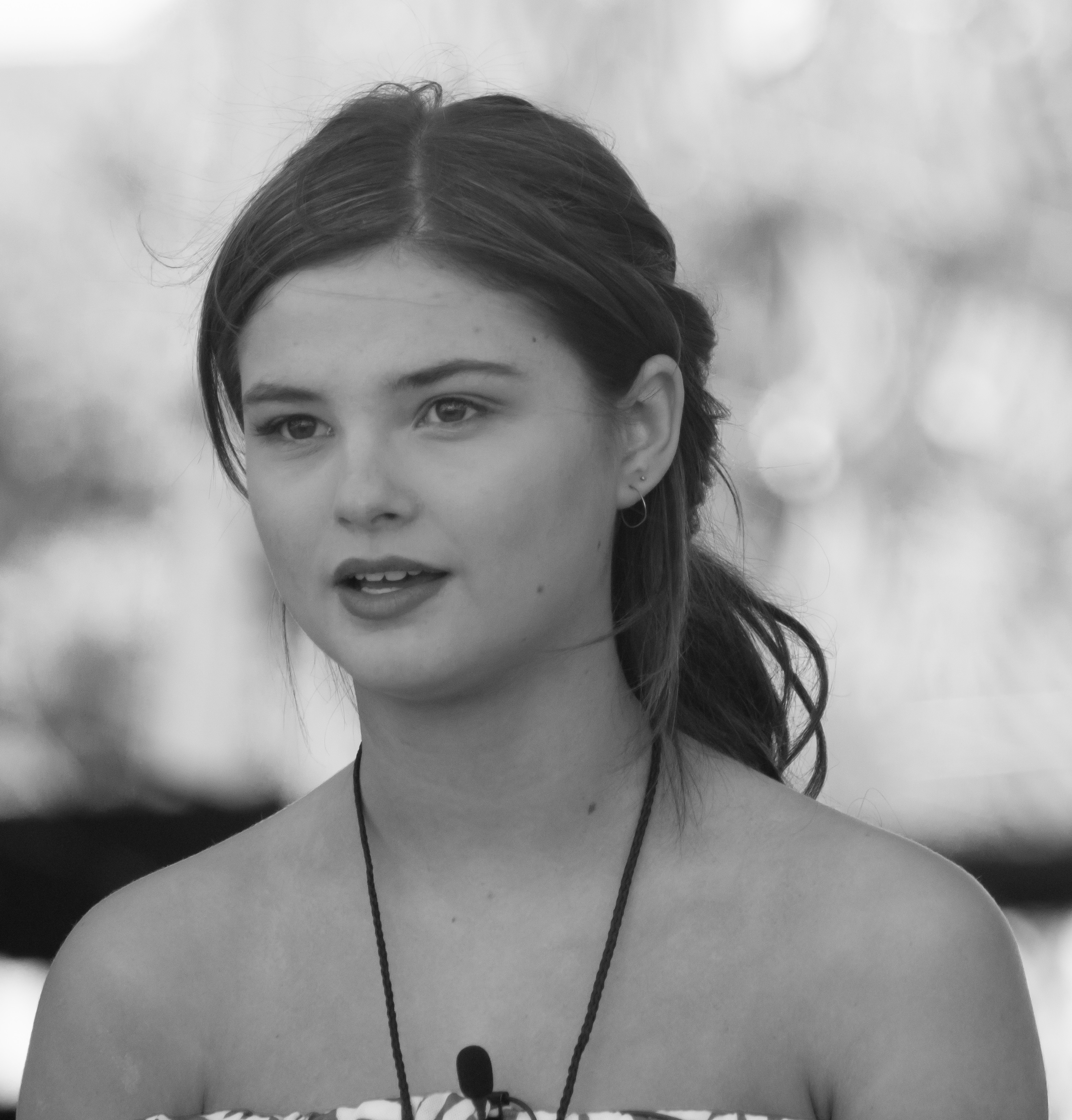
Stefanie Scott, 2015

Stefanie Noelle Scott (* 6. Dezember 1996 in Chicago, Illinois) ist eine US-amerikanische Schauspielerin und Sängerin.

## Leben und Karriere
Stefanie Scott wurde im Dezember 1996 in Chicago als jüngstes von drei Kindern geboren, sie hat noch zwei ältere Brüder. In ihrer Kindheit lebte sie in Melbourne, Florida, wo sie die Holy Trinity Episcopal Academy besuchte. Nach ihrem Umzug nach Los Angeles und der verstärkten Hinwendung zur Schauspielerei erhielt sie ab 2010 Hausunterricht.
Ihre erste Filmrolle hatte sie als Katie im Film Beethovens großer Durchbruch neben Moisés Arias, Jonathan Silverman, Joey Fatone, Oscar Nuñez, Rhea Perlman und Stephen Tobolowsky. Der Film hatte seine Erstausstrahlung am 10. Januar 2009 auf dem US-amerikanischen Disney Channel. 2010 war sie in dem Film Flipped, unter der Regie vom preisgekrönten Regisseur Rob Reiner zu sehen. In ihrem nächsten Film Freundschaft Plus spielte sie an der Seite von Ashton Kutcher als junge Natalie Portman, mit. Für diese Rolle wurde sie bei den Young Artist Awards 2012 als Beste Nebendarstellerin in einem Spielfilm nominiert. Sie war auch als Gaststars in der kurzlebigen Fox-Serie Sons of Tucson, sowie in der NBC-Serie Chuck als junge Sarah Walker zu sehen. Neben ihrer Schauspielerkarriere ist sie auch noch eine Sängerin und Songschreiberin. 2011 war sie in der Romantikkomödie Verliebt und ausgeflippt als Dana Tressler zu sehen. Es folgte die Hauptrolle der Lexi Reed in der Disney Channel Original Series A.N.T.: Achtung Natur-Talente, in der sie von 2011 bis zum Serienende 2014 zu sehen war. Für diese Rolle gewann sie bei den Young Artist Awards 2012 den Award als Beste Nebendarstellerin in einer Fernsehserie. Im Januar 2012 war sie neben Bella Thorne und Zendaya im Fernsehfilm Beste FReinde zu sehen. Ebenso hat Scott in dem im November 2012 erschienenen 3D-Animationsfilm Ralph reichts eine der Sprechrollen übernommen.

## Filmografie (Auswahl)
- 2008: Chuck (Fernsehserie, Episode 2x10)
- 2008: Spezialagent Oso (Special Agent Oso, Fernsehserie, Episode 1x20, Stimme)
- 2008: Beethovens großer Durchbruch (Beethoven’s Big Break)
- 2009: The New Adventures of Old Christine (Fernsehserie, Episode 5x06)
- 2009: Sons of Tucson (Fernsehserie, Episode 1x10)
- 2010: Verliebt und ausgeflippt (Flipped)
- 2011: Freundschaft Plus (No Strings Attached)
- 2011–2014: A.N.T.: Achtung Natur-Talente (A.N.T. Farm, Fernsehserie, 62 Episoden)
- 2012: Beste FReinde (Frenemies, Fernsehfilm)
- 2012: Ralph reichts (Wreck-It Ralph, Stimme)
- 2014: Jessie (Fernsehserie, Episode 3x09)
- 2014: Law & Order: Special Victims Unit (Fernsehserie, 2 Episoden)
- 2015: Insidious: Chapter 3 – Jede Geschichte hat einen Anfang (Insidious: Chapter 3)
- 2015: Jem and the Holograms
- 2015: Allies Alptraum (Caught)
- 2016: Hacked – Kein Leben ist sicher (I.T.)
- 2017: Small Town Crime
- 2017: 1 Mile to You
- 2018: Insidious: The Last Key
- 2018: First Light
- 2018: Beautiful Boy
- 2018: Good Girls Get High
- 2018: Spare Room
- 2019: The Ship – Das Böse lauert unter der Oberfläche (Mary)
- 2021: The Last Thing Mary Saw
- 2021: Girl in the Basement
- 2021: The Girl in the Woods (Fernsehserie, 8 Episoden)
- 2022: Alaska Daily (Fernsehserie, Episode 1x04)

## Auszeichnungen und Nominierungen
| Tabellarische Übersicht der Auszeichnungen und Nominierungen | Tabellarische Übersicht der Auszeichnungen und Nominierungen | Tabellarische Übersicht der Auszeichnungen und Nominierungen | Tabellarische Übersicht der Auszeichnungen und Nominierungen      | Tabellarische Übersicht der Auszeichnungen und Nominierungen |
| Jahr                                                         | Auszeichnung                                                 | Für                                                          | Kategorie                                                         | Resultat                                                     |
| ------------------------------------------------------------ | ------------------------------------------------------------ | ------------------------------------------------------------ | ----------------------------------------------------------------- | ------------------------------------------------------------ |
| 2009                                                         | Young Artist Award                                           | Beethovens großer Durchbruch                                 | Beste Darstellung in einem DVD-Film                               | Nominiert                                                    |
| 2009                                                         | Young Artist Award                                           | Chuck                                                        | Beste Gastdarstellerin in einer Fernsehserie                      | Nominiert                                                    |
| 2010                                                         | Young Artist Award                                           | The New Adventures of Old Christine                          | Beste Gastdarstellerin in einer Fernsehserie                      | Nominiert                                                    |
| 2011                                                         | Young Artist Award                                           | Verliebt und ausgeflippt                                     | Beste Nebendarstellerin in einem Spielfilm                        | Gewonnen                                                     |
| 2012                                                         | Young Artist Award                                           | Freundschaft Plus                                            | Beste Nebendarstellerin in einem Spielfilm                        | Nominiert                                                    |
| 2012                                                         | Young Artist Award                                           | A.N.T.: Achtung Natur-Talente                                | Beste Nebendarstellerin in einer Fernsehserie (Comedy oder Drama) | Gewonnen                                                     |